# The Herald

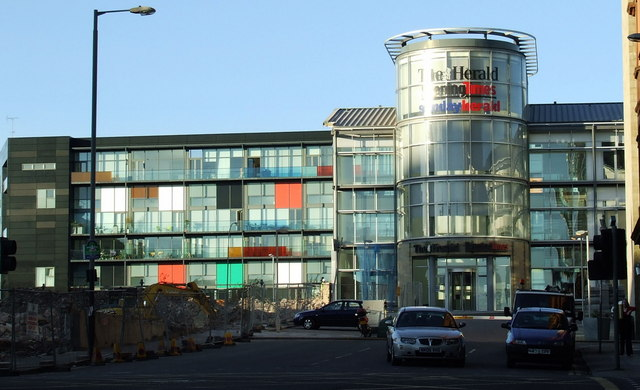
La sede

L'Herald (in inglese The Herald) è un quotidiano britannico edito a Glasgow, in Scozia.
Fondato nel 1783 come The Glasgow Herald, ha una linea politica favorevole all'autonomia di governo scozzese The Herald è il più antico quotidiano nazionale e l'ottavo più antico del mondo..
Il nome attuale della testata risale al 1992, quando fu tolto il nome della città.
A seguito della chiusura della Sunday Herald, il 9 settembre 2018 è stato lanciato Herald on Sunday come edizione della domenica.

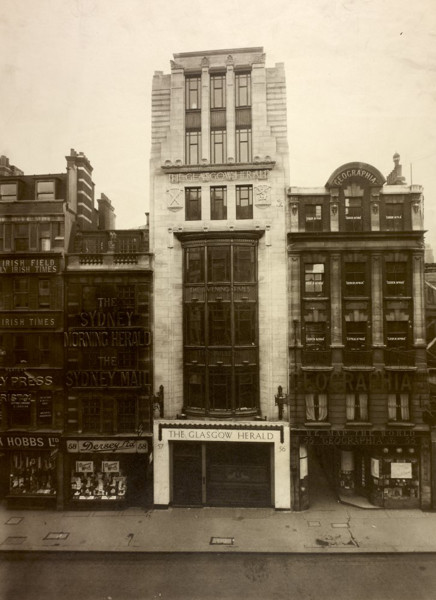
Glasgow Herald Building Fleet Street 56–57 Fleet Street, Londra. Progettato come sede degli uffici del Glasgow Herald dall'architetto Percy Burnell Tubbs.